# درچواتس
درچواتس (به صربی: Drćevac) یک منطقهٔ مسکونی در صربستان است که در لسکواس واقع شده‌است. درچواتس ۳۰۹ نفر جمعیت دارد.